# Budapesti Korcsolyázó Egylet
A Budapesti Korcsolyázó Egylet hazánk egyik legrégebbi, ma is fennálló sportegyesülete. Versenyzői kiváló eredményeket értek el hazai és nemzetközi szinten gyors- és műkorcsolyában, valamint jégkorongban.

## Története
A Budapesti Korcsolyázó Egylet 1869-ben alakult meg Pesti Korcsolyázó Egylet néven, majd  Buda és Pest egyesítésének évében az egyesület Budapesti Korcsolyázó Egyletre változtatta nevét. Az alapító tagok között volt dr. Kresz Géza, aki a Budapesti Önkéntes Mentőszolgálat megalakulásában is aktívan segédkezett.
Az egylet részt vett a Nemzetközi Korcsolyázó Szövetség megalakításában és egészen a Magyar Korcsolyázó Szövetség megalakulásáig képviselte Magyarországot a nemzetközi porondon. A BKE tagsága azonban nem passzív részvételt jelentett a szövetség életében. Földváry Tibor és Szent Györgyi Imre készítették el a műkorcsolyázás első nemzetközi szabályzatát, ami még napjainkban is érvényes. 
Az egylet 1909-ben megalakította a magyar korcsolyaszövetséget és még ugyanebben az évben a korcsolyaszövetséggel közösen megrendezte a Női Világbajnokságot és a Gyorskorcsolyázó Európa Bajnokságot.
Az egylet jégkorongcsapatai 1906 telén mérkőztek meg először nyilvánosan. A későbbi évek során kiemelkedő eredményeket értek el a magyar jégkorongbajnokságban, hétszer nyerték el a bajnoki címet.
A BKE az 1894-95-ös idényben rendezett először mű- és gyorskorcsolya Európa bajnokságot és 1901-ben rendezte az első mű- és gyorskorcsolya Országos Bajnokságot.

## Az egyesület eredményei és fontosabb tagjai
Az egyesület versenyzői számos sikert értek el nemzetközi és országos szinten. 
Az alábbi felsorolás csak a nemzetközi versenyeken elért első helyezetteket tartalmazza. Fontos megjegyezni, hogy az egyesület tagjai számtalan ezüst- és bronzérmet is szereztek!
Európa Bajnokságok
férfi egyéniben:
- 1895. Földváry Tibor
- 1950. Király Ede

párosban:
- 1930. Orgonista Olga – Szalay Sándor
- 1931. Orgonista Olga – Szalay Sándor
- 1934. Rotter Emília – Szollás László
- 1948. Kékessy Andrea – Király Ede
- 1948. Kékessy Andrea – Király Ede
- 1950. Nagy Marianna - Nagy László

Világbajnokságok
női egyéniben:
- 1908. Kronberger Lily
- 1909. Kronberger Lily
- 1910. Kronberger Lily
- 1911. Kronberger Lily
- 1912. Méray-Horváth Zsófia
- 1913. Méray-Horváth Zsófia
- 1914. Méray-Horváth Zsófia

párosban:
- 1931. Rotter Emília – Szollás László
- 1933. Rotter Emília – Szollás László
- 1934. Rotter Emília – Szollás László
- 1935. Rotter Emília – Szollás László
- 1949. Kékessy Andrea – Király Ede

Gyorskorcsolyázásban az Egylet versenyzője, Kimmerling József 1933-ban főiskolai Világbajnokságot nyert, Pajor Kornél 1949-ben lett világbajnok.
A BKE egyik kiemelkedő versenyzője volt Kronberger Lily a magyar sport első világbajnoka, aki 1907 és 1911 között négy alkalommal lett világbajnok műkorcsolyázásban. Első magyarként került a műkorcsolyázó Hírességek Csarnokába Colorado Springsben.

## Érdekességek
- A BKE tagja volt József főherceg és családja.
- Első női tagjai báró Eötvös Loránd lányai voltak olyan társadalmi környezetben, melyben illetlenség volt nőknek korcsolyázni.